# Lamine (eiwit)

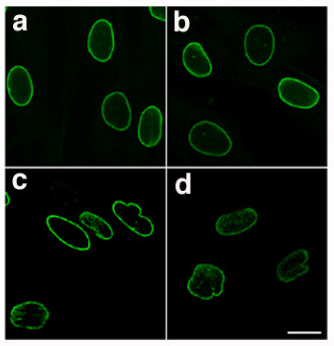
Microscopische analyse van een dermale fibroblast in gewone situatie (a en b), en bij een laminopathie (c en d), wat leidt tot een onregelmatig gevormd kernmembraan.

Laminen of kernlaminen vormen een groep van intermediaire filamenten in de celkern die nodig zijn voor instandhouding van structuur en regulatie van transcriptie. Laminen gaan interacties aan met membraaneiwitten in het binnenste kernmembraan en vormen een vezelig netwerk (de kernlamina) dat de celkern voorziet van rigiditeit en beweeglijkheid. Het eiwit lamine komt voor in alle dierlijke cellen maar is afwezig in micro-organismen, planten en schimmels.
De eiwitten zijn betrokken bij het gecontroleerd afbreken en hervormen van het kernmembraan tijdens de mitose, de positionering van kernporiën en zelfs apoptose. Mutaties in lamine-genen kunnen leiden tot laminopathieën, waarvan enkele dodelijk kunnen zijn.